# WWII (album)
| Recensione | Giudizio |
| ---------- | -------- |
| AllMusic   |          |

WWII è il quarantatreesimo album di Waylon Jennings, il secondo realizzato in duetto con Willie Nelson dopo Waylon & Willie del 1978.
Pubblicato nel settembre del 1982 dalla RCA Victor, fu prodotto da Chips Momam e lo stesso Jennings (solo nel brano B5).

## Tracce
Lato A
1. Mr. Shuck and Jive (feat. Willie Nelson) – 3:45 (Jim Webb)
2. Roman Candles – 2:58 (Michael Smotherman)
3. (Sittin' On) The Dock of the Bay (feat. Willie Nelson) – 3:21 (Otis Redding, Steve Cropper)
4. The Year That Clayton Delaney Died (feat. Willie Nelson) – 3:01 (Tom T. Hall)
5. Lady in the Harbor – 3:19 (Sonny Curtis, Jerry Allison, Doug Gilmore)
6. May I Borrow Some Sugar from You – 3:25 (Chips Momam, Bobby Emmons)

Lato B
1. Last Cowboy Song – 2:15 (Ed Bruce, Ron Peterson)
2. Heroes (feat. In duetto con Willie Nelson) – 2:43 (Chips Momam, Bobby Emmons)
3. The Teddy Bear Song – 3:06 (Nick Nixon, Don Earl)
4. Write Your Own Song (feat. Willie Nelson) – 3:13 (Willie Nelson)
5. The Old Mother's Locket Trick – 3:07 (Guy Clark)

## Musicisti
- Waylon Jennings - voce, chitarra
- Willie Nelson - voce, chitarra
- Chips Momam - chitarra
- Johnny Christopher - chitarra
- Reggie Young - chitarra
- Ralph Mooney - steel guitar
- Bobby Wood - pianoforte
- Bobby Emmons - tastiere
- Mike Leach - basso
- Jerry Bridges - basso
- Gene Chrisman - batteria, percussioni
- J.I. Allison - batteria, percussioni
- Toni Wine - accompagnamento vocale
- Johnny Christopher - accompagnamento vocale